# يعقوب فرانك
يعقوب (ياكوب) فرانك (بالبولندية: Jakub Frank) هو حاخام بولندي، ولد في 1726 في Korolivka, Chortkiv Raion ‏ في أوكرانيا، وتوفي في 10 ديسمبر 1791 في أوفنباخ أم ماين في ألمانيا.

## وصلات خارجية
- يعقوب فرانك على موقع الموسوعة البريطانية (الإنجليزية)